# Castelvecchio Subequo
Castelvecchio Subequo est une commune de la province de L'Aquila dans les Abruzzes en Italie.

## Géographie

### Communes limitrophes
Castel di Ieri, Celano, Cocullo, Gagliano Aterno, Molina Aterno, Ortona dei Marsi, Pescina, Raiano, Secinaro

## Administration
| Période                                  | Période  | Identité                 | Étiquette | Qualité |
| ---------------------------------------- | -------- | ------------------------ | --------- | ------- |
| 14 juin 2004                             | En cours | Carmine Domenico Amorosi |           |         |
| Les données manquantes sont à compléter. |          |                          |           |         |